# La Discorde chez l'ennemi
La Discorde chez l'ennemi est un livre publié par Charles de Gaulle en 1924 chez l'éditeur Berger-Levrault.

## Contexte historique
Lors de la bataille de Verdun, en mars 1916, le capitaine de Gaulle est sérieusement blessé et fait prisonnier à Douaumont. Hospitalisé puis convalescent, germanophone, il a abondamment accès à la presse allemande. Rétabli et après cinq tentatives d'évasion, il est finalement interné à la forteresse d'Ingolsdadt jusqu'à la fin 1918, période qu'il mettra à profit pour se plonger dans la presse allemande ainsi que dans des biographies et ainsi acquérir informations et connaissances.
Au début des années 1920, le capitaine de Gaulle, alors au cabinet du maréchal Pétain, fait plusieurs conférences à l'École supérieure de guerre à Paris sur le déroulement du Premier Conflit mondial. Ces conférences sont réunies en un livre intitulé La Discorde chez l'ennemi. Cet essai, paru en 1924, est le premier livre de Charles de Gaulle.

## Contenu
L'objet de cet ouvrage est d'analyser les différents centres de décision qui opéraient en Allemagne pendant la guerre, notamment le conflit au sujet de la guerre sous-marine à outrance, entre les civils, dirigés par le chancelier Bethmann Hollweg et les militaires dirigés par le « tandem » Hindenburg-Ludendorff et l'amiral von Tirpitz. Le chancelier insiste sur le risque que représente cette guerre pouvant provoquer l'entrée en guerre des États-Unis tandis que les militaires ne s'intéressent qu'aux statistiques de hausse des destructions des navires de ravitaillement de la Grande-Bretagne. Un autre exemple d'intervention militaire dans la vie politique civile est Ludendorff manipulant Matthias Erzberger pour déposer Bethmann-Hollweg. 
Un autre point portant sur la subordination des officiers à leurs supérieurs est Alexandre von Kluck désobéissant à ses supérieurs lors de la Bataille de la Marne, faisant ainsi perdre une chance d'une victoire décisive; de Gaulle analyse l'exemple de Moltke donnant de grandes libertés à ses subordonnés et comment ce mode de fonctionnement a des inconvénients. 
La coopération entre empire centraux (pas clair...), ou plutôt ses carences, est aussi abordée. 
Finalement, la déroute et la panique parmi la population civile allemande à la suite de l'échec de la bataille de la Marne de 1918 est décrite dans le dernier chapitre. 
L'expérience prouvera l'erreur des militaires et en conclusion, de Gaulle insiste sur la suprématie du pouvoir civil sur les militaires parce que le premier doit avoir une vision des choses beaucoup plus large que les seconds.

## Rééditions, traductions
La première parution date de 1924, la seconde de 1944 puis il y a eu plusieurs autres rééditions dans les années 1960, 70 et 80 avec notamment une réédition chez le Livre de poche en 1973. 
Le livre est également traduit en anglais (traduction de Robert Eden) sous le titre The Enemy's House Divided en 2002. 
En 2018, l'ouvrage est réédité chez un nouvel éditeur, les Éditions Perrin, et adjoint d'une présentation de l’ancien ministre Hervé Gaymard,.